# 岳麓区
岳麓区（がくろく-く）は中華人民共和国湖南省長沙市に位置する市轄区。

## 行政区画
下部に17街道、2鎮を管轄する。
- 街道:岳麓街道、望月湖街道、橘子洲街道、銀盆嶺街道、観沙嶺街道、望城坡街道、西湖街道、咸嘉湖街道、望岳街道、梅渓湖街道、麓谷街道、坪塘街道、含浦街道、天頂街道、洋湖街道、学士街道、東方紅街道
- 鎮:蓮花鎮、雨敞坪鎮

## 交通

### 鉄道
- 長沙地下鉄2号線
  - 梅渓湖西駅 - 麓雲路駅 - 文化芸術中心駅 - 梅渓湖東駅 - 望城坡駅 - 金星路駅 - 西湖公園駅 - 濚湾鎮駅 - 橘子洲駅

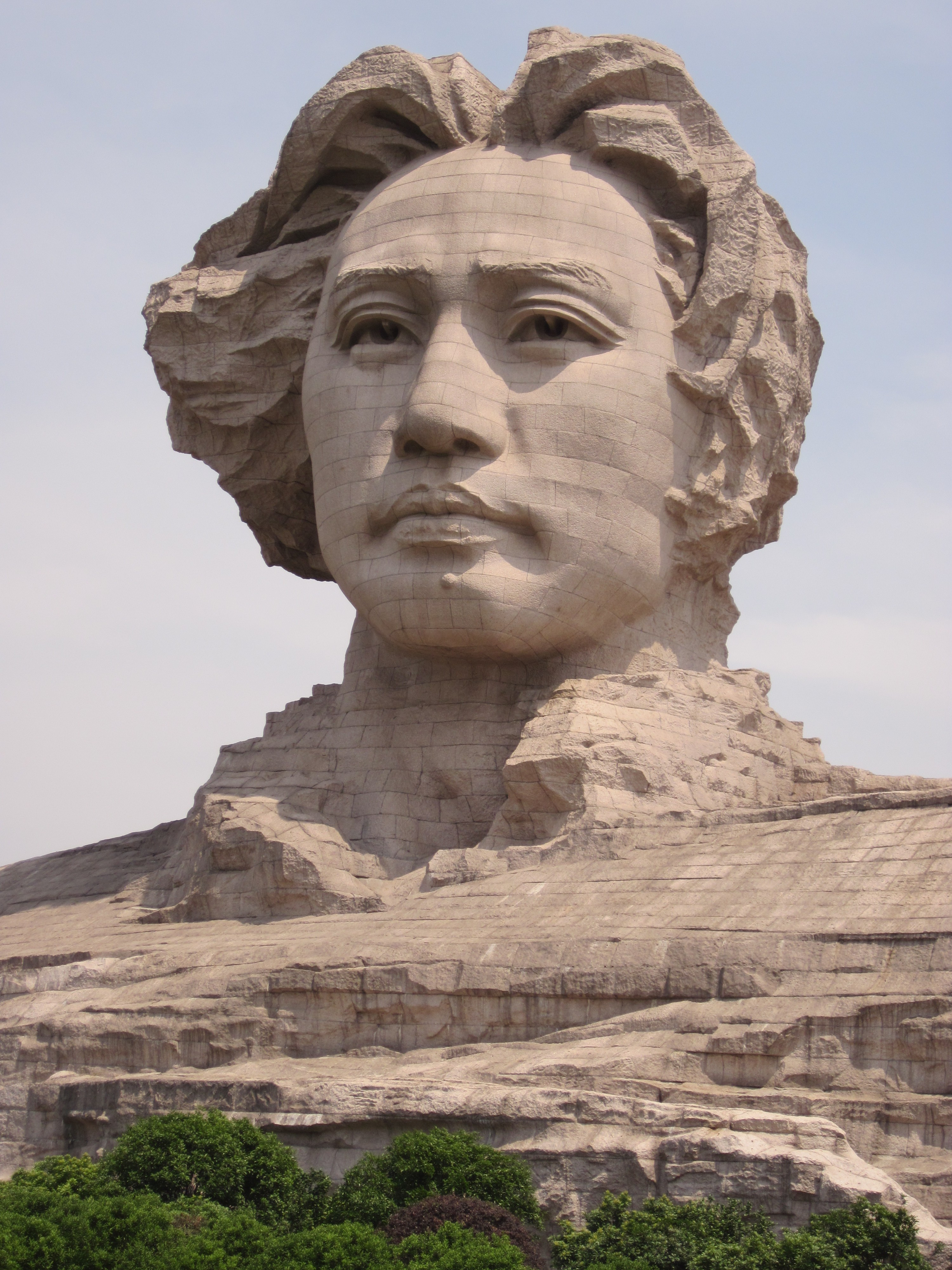
橘子洲・青年毛沢東の芸術彫刻